# Andancette
Andancette là một xã của tỉnh Drôme, thuộc vùng Auvergne-Rhône-Alpes, miền đông nam nước Pháp.